# Valentina Loutaïeva
Valentina Ivanovna Loutaïeva (en russe : Валентина Ивановна Лутаева ; ukrainien : Валентина Іванівна Лутаєва, Valentyna Ivanivna Loutaïeva), née Valentina Ivanivna Berzina le 18 juin 1956 à Zaporijjia (RSS d'Ukraine) et morte le 12 janvier 2023, est une handballeuse soviétique des années 1970 et 1980.

## Carrière
Valentina Loutaïeva évolue en club au ZII Zaporijjia avec lequel elle termine troisième du Championnat d'URSS en 1977. En 1986, elle rejoint un autre club de la ville, le Motor Zaporojié avant de s'expatrier en 1989 à Wrocław puis en 1990 à Bratislava (1990).
Avec l'équipe nationale d'URSS, elle est notamment sacrée championne olympique en 1980.

## Palmarès
Jeux olympiques
- Championne olympique en 1980 à Moscou